# Camerún en los Juegos Olímpicos de Londres 2012
Camerún estuvo representado en los Juegos Olímpicos de Londres 2012 por un total de 33 deportistas que compitieron en 9 deportes.  
La portadora de la bandera en la ceremonia de apertura fue la luchadora Annabelle Ali.

## Medallistas
El equipo olímpico de camerunés obtuvo las siguientes medallas:
| Nombre        | Deporte      | Competición |
| ------------- | ------------ | ----------- |
| Oro           |              |             |
| —             |              |             |
| Plata         |              |             |
| —             |              |             |
| Bronce        |              |             |
| Madias Nzesso | Halterofilia | 75 kg F     |